# Castanha dos Soutos da Lapa
O Castanha dos Soutos da Lapa DOP é um produto de origem portuguesa com Denominação de Origem Protegida pela União Europeia (UE) desde 21 de junho de 1996.

## Agrupamento gestor
O agrupamento gestor da denominação de origem protegida "Castanha dos Soutos da Lapa" é a BANDARRA - Cooperativa Agrícola do Concelho de Trancoso, C.R.L..